# Nannosuchus
Nannosuchus — це вимерлий рід рептилій з беріаської формації Середній Пурбек в Англії, який спочатку був названий як вид Goniopholis. Типовий вид, N. gracilidens, базується на голотипі BMNH 48217, розрізнених фрагментарних залишках, які включають частини черепа та різні інші посткраніальні елементи, названі в 1879 році.